# بیکتور کلاویخو
بیکتور کلاویخو (اسپانیایی: Víctor Clavijo‎؛ زادهٔ ۲۸ سپتامبر ۱۹۷۳) بازیگر و عکاس اهل اسپانیا است.
وی ابتدا در رشتهٔ حقوق در دانشگاه گرانادا تحصیل کرد، اما آن را نیمه‌کاره رها کرد و به مادرید رفت و در رشتهٔ بازیگری از دانشکده عالی سلطنتی هنرهای نمایشی فارغ‌التحصیل شد.
از فیلم‌ها یا برنامه‌های تلویزیونی که وی در آن نقش داشته‌است، می‌توان به مأمور مخفی، بدترین غیرممکن، ۱۴ آوریل، جمهوری، آنچه چشمانش پنهان می‌کرد، کارلوس، پادشاه امپراتور، قصه‌ای برایم بگو، زنان، کنش، اُبیه‌دو اکسپرس، هولمز و واتسن. روزهای مادرید و ۳۰ سکه اشاره کرد.